# Олександър Олес
Олекса́ндър Ива́нович Канди́ба (* 23 ноември (5 декември) 1878, с. Крига, Руска империя (днес Сумска област в Украйна) – †22 юли 1944, Прага, Чехия) е украински писател, поет, драматург, представител на символизма. Своите произведения публикува под псевдонима Олександър Олес. Баща е на поета и политически деятел Олег Олжич.

## Биография и творчество
Олександър Олес (Кандиба) е роден на 23 ноември 1878 година в с. Крига (сега квартал на г. Билопилля), Лебедински уезд, Сумска област, на територията на днешна Украйна в търговско-селско семейство. Баща му Иван Фьодорович се удавя в река Волга, когато малкият Олександър е на 11 години. След смъртта му майката се завръща в Белопилля с трите си деца.
Олександър се научава да чете на 4 години. Завършва начално и двукласно училище, а после, на 15-годишна възраст постъпва в селскостопанско училище в град Деркачи близо до Харков. Там Олександър участва в издаването на ръкописните списания „Комета“ и „Първоцвет“, в които се появяват неговите първи стихотворения. Става слушател в агрономическото отделение на Киевския политехнически институт, но скоро е принуден да го напусне заради материални затруднения.
През 1903 Олес постъпва в Харковския ветеринарен институт. Паралелно с ученето работи в Дарницката кланица. Голямо влияние върху него оказва пътуването му за откриването на паметника на големия украински поет Иван Котляревски в Полтава през 1903 година. Там Олес се запознава с етнографа Борис Гринченко, писателя Михайло Коцюбински и поетесата Леся Украинка.
Творчеството на Олександър Олес може да се раздели на два периода – в Украйна (1907–1918) и в емиграция (1919–1944). През 1905 г. алманахът „Багаття“ („Огън“) публикува за пръв път творбите на Олександър Олес.
През 1907 година се жени за Вира Свадковска и имат син - Олег Олжич. През периода 1907–1918 години поетът издава шест книги. През 1913 година пътува за Италия и като резултат от него се появяват няколко стихотворения, които обогатяват украинската маринистична лирика.
През 1919 година, след Октомврийската революция, Олес остава зад граница. Живее в емиграция в Будапеща, Виена, Берлин, Прага. Поетът следи събитията в Съветския съюз и остро реагира на арестите на интелигенцията, репресиите и гладомора в родината му. Тези трагични събития намират отражение в поезията му. Например след разправата над неговия приятел Антон Крушелницки и двамата му възрастни синове, през 1935 година поетът написва за няколко дни драмата „Земля обітована“ („Обетована земя“).
На 22 юли 1944 година Олександър Олес умира в Прага малко след като получва известие за смъртта на сина си Олег Олжич. Погребан е в Олшанското гробище в града.
През 2010 година в г. Билопилля е издигнат паметник на Олександър Олес.